# Hebei, Tianjin
Hebei är ett stadsdistrikt i storstadsområdet Tianjin i norra Kina.
Det är indelat i tio stadsdelsdistrikt (jiedao):
- Guangfudao (光复道街道)
- Hongshunli (鸿顺里街道)
- Jianchangdao (建昌道街道)
- Jiangdulu (江都路街道)
- Ningyuan (宁园街道)
- Tiedonglu (铁东路街道)
- Wangchuanchang (王串场街道)
- Wanghailou (望海楼街道)
- Xinkaihe (新开河街道)
- Yueyahe (月牙河街道)